# Ricardo Legorreta
Ricardo Legorreta Vilchis (* 7. Mai 1931 in Mexiko-Stadt; † 30. Dezember 2011) war ein mexikanischer Architekt.

## Leben

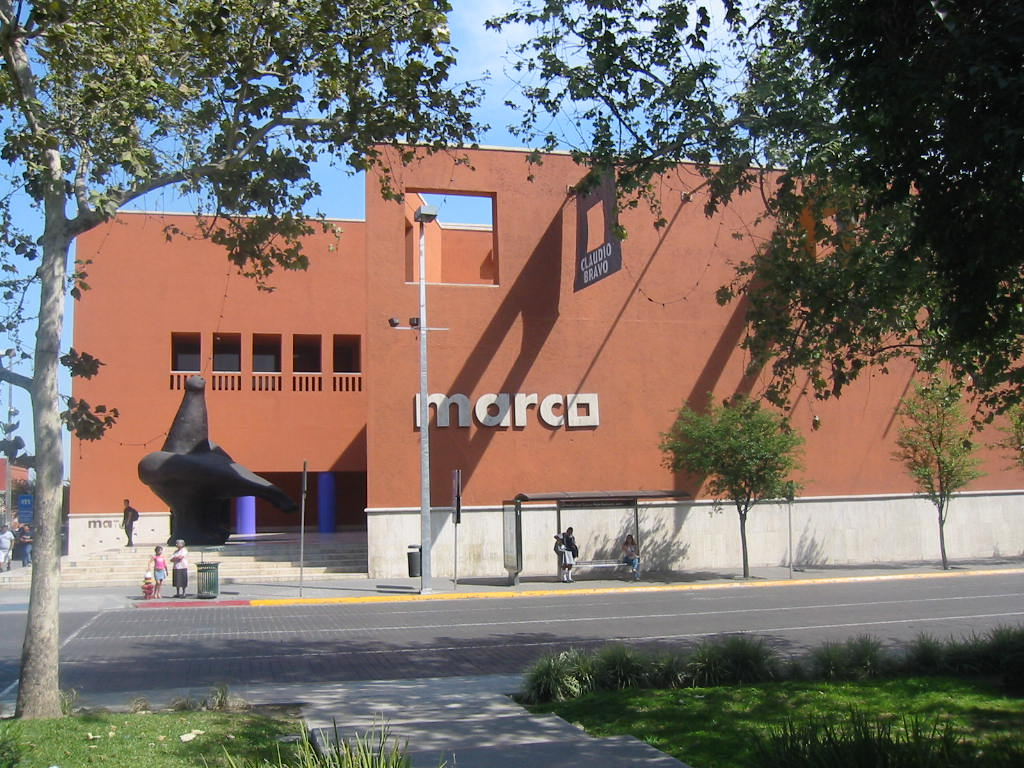
Museo MARCO in Monterrey
1991

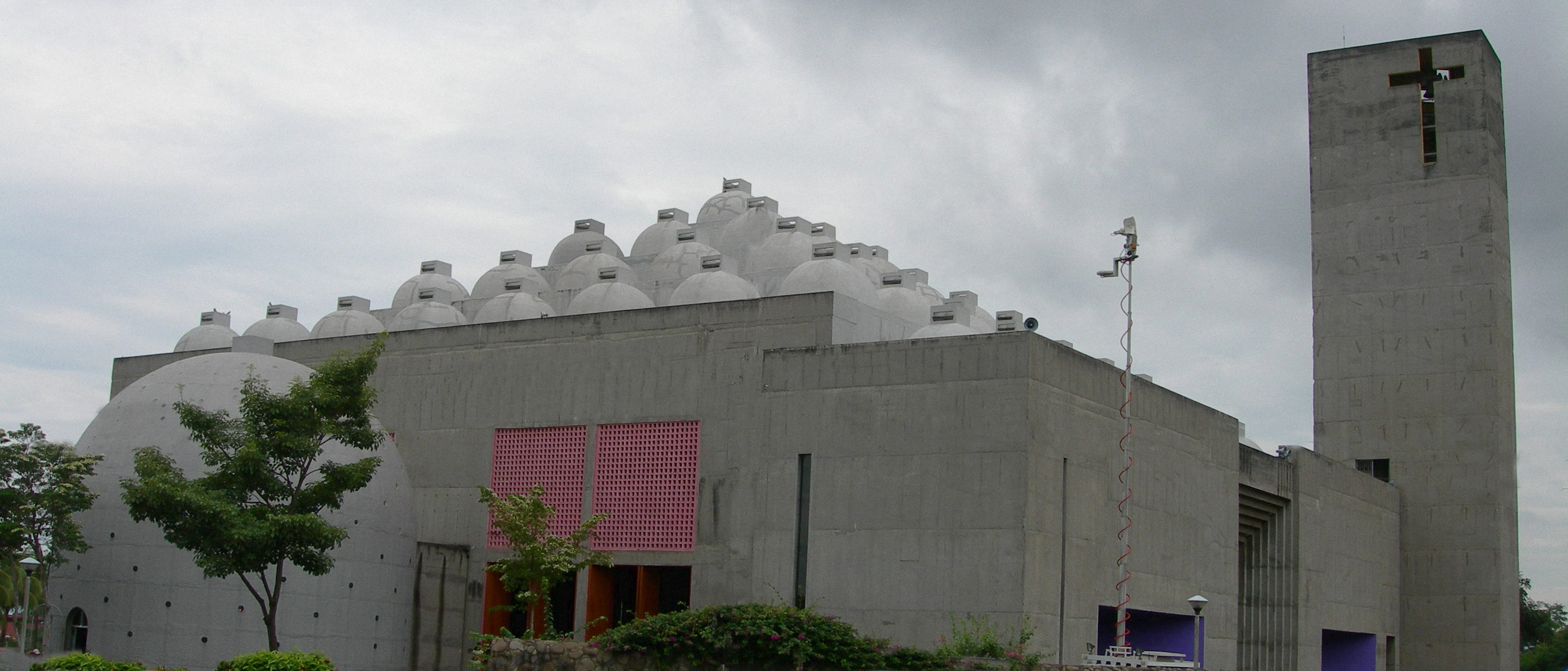
Neue Kathedrale in Managua
1993

Legorreta studierte bis 1953 an der nationalen Schule für Architektur der Universidad Nacional Autónoma de México (UNAM). Er war Schüler José Villagrán Garcías und von 1955 bis 1960 dessen Partner. 1960 gründete er mit Noé Castro und Carlos Vargas das Architekturbüro „Legorreta Arquitectos“, das er später unter Namen „llama Legorreta+Legorreta“ zusammen mit Noé Castro, Víctor Legorreta, Miguel Almaraz und Adriana Ciklik fortführte. Er entwarf nach einem neuartigen Hotelkonzept das Hotel „Camino Real México“, das am 25. Juli 1968 zu den Olympischen Spielen in Mexiko-Stadt seine Pforten öffnete, dem 1975 das „Camino Real Cancún“ und 1981 das „Camino Real Ixtapa“ folgten. Zu Legorretas Bauten zählen nicht nur zahlreiche Großaufträge, Wohn- und Industriebauten in Mexiko, sondern auch in den USA, Europa und Asien. In Managua entwarf er die 1993 fertiggestellte Kathedrale.
Als Professor lehrte Legorreta in Mexiko an der Universidad Nacional Autónoma und der Universidad Iberoamericana sowie in den Vereinigten Staaten an der University of California, Los Angeles, an der Harvard University und an der University of Texas at Austin.
Legorreta war seit 1989 „nummeriertes Mitglied“ (Miembro de Número) der Academia de Artes, Mitglied im internationalen Beirat des Museum of Modern Art in New York, der International Academy of Architecture (IAA) sowie Ehrenmitglied des American Institute of Architects.
Sein Sohn Victor Legorreta ist ebenfalls Architekt und arbeitet als Partner im väterlichen Architekturbüro.

## Auszeichnungen
- 1990: Nationaler Kunstpreis (Mexiko)
- 1994: Aufnahme in die American Academy of Arts and Sciences
- 1999: Goldmedaille des Internationalen Architektenverbandes
- 2000: Goldmedaille des American Institute of Architects (AIA)
- 2006: Design Award der Society of American Registered Architects (SARA) für das Museo Mexicano, San Francisco
- 2011: Premium Imperiale in der Sparte Architektur